# 丽安农·克拉克
丽安农·克拉克（英語：Rhiannon Clarke，2002年7月23日—），澳大利亚女子田径运动员。她曾代表澳大利亚参加2018年和2022年英联邦运动会田径比赛，获得一枚银牌和一枚铜牌。她也曾参加2020年夏季残疾人奥林匹克运动会。